# Таганрогская офицерская рота
Таганрогская офицерская рота — одна из первых частей Добровольческой армии, сформированная в декабре 1917 — январе 1918 года в Таганроге.
Несмотря на активные призывы и наличие в городе нескольких сотен офицеров, удалось собрать примерно 50 офицеров-добровольцев, формирование возглавил капитан Щелканов. Около половины личного состава были георгиевскими кавалерами. На вооружении роты были винтовки и два пулемёта. В первые недели она занималась патрулированием города вместе с юнкерами 3-й школы прапорщиков, переведённой в ноябре 1917 года из Киева в Таганрог.
В конце декабря 1917 года в рамках Донбасско-Донской операции крупная колонна войсковых частей СНК под командованием Рудольфа Сиверса подошла к железнодорожной станции Матвеев Курган, расположенной в 45 км от города. В связи с этим, а также с незначительной численностью и низкой боевой готовностью частей в Таганроге (50 офицеров роты Щелканова и половина из 200 юнкеров 3-й школы прапорщиков под руководством 12 офицеров) для обороны Таганрога 31 декабря 1917 года прибыл блиндированный поезд с пулемётным бронеавтомобилем и 40 офицерами 1-й роты 2-го Офицерского батальона под командованием полковника Семёнова, также в город прибыл полковник Кутепов, который возглавил оборону на Таганрогском направлении.
В первые месяцы 1918 года Таганрогская офицерская рота объединена с 1-й ротой 2-го Офицерского батальона, в дальнейшем соединения составили основу Таганрогского отряда полковника Кутепова.